# Miltochrista phaeoxantha
Miltochrista phaeoxantha là một loài bướm đêm thuộc phân họ Arctiinae, họ Erebidae.